# Маклейн, Джордж Иан
Джордж И́ан Макле́йн (англ. George Ian MacLean; 16 сентября 1874, Гамильтон, Онтарио — 16 декабря 1938, Ванкувер) — канадский политик, комиссар Юкона по золоту. Во время назначения в 1928 году занимал пост помощника контролёра в министерстве внутренних дел Канады в Оттаве.
Джордж Иан Маклейн — последний из трёх комиссаров Юкона по золоту. В 1932 году посты комиссара Юкона по золоту и контролёра были объединены и территорией стал управлять контролёр.

## Биография
Джордж Иан Маклейн родился 16 сентября 1874 года в Гамильтоне, Онтарио. Он был опытным государственным служащим и бывшим сотрудником администрации города Доусон. Маклейн провёл переговоры от имени Юкона с федеральным министром труда и в 1928 году подписал соглашение о пенсиях по старости для территории. За это время все крупные шахты в районе Мейо закрылись, и Юкон пережил тяжёлое время.
Он оставался на своём посту с 1 апреля 1928 года по 30 июня 1932 года. До вступления в должность Маклейн был помощником финансового контролёра Министерства внутренних дел в Оттаве.
Умер в Ванкувере 16 декабря 1938 года.